# Philippe Mamie
Philippe Mamie, né le 27 février 1944 à Vallorbe, est un entrepreneur et une personnalité politique suisse, membre du Parti radical-démocratique (PRD). Philippe Mamie a notamment été syndic de Vallorbe (1985-2001) et Conseiller national (1991-1995). 

## Biographie
Philippe Mamie a suivi une formation d'ingénieur technique ETS après avoir effectué sa scolarité obligatoire à Vallorbe. Philippe Mamie est élu à la Municipalité (exécutif) de Vallorbe le 10 décembre 1977 et prend la tête du dicastère "Travaux, bureau technique, service des eaux et épuration des eaux". En 1978, il prend la direction de l'entreprise de son père "Georges Mamie et fils SA". En 1981, lors des premières élections directes de la Municipalité, Philippe Mamie est réélu dès le premier tour. Il reste à la tête du même dicastère que pendant la législature 1978-1981. En 1984, Philippe Mamie est élu président de l'association Tourisme social de Vallorbe qui vise la création d'une auberge de jeunesse. Le 27 octobre 1985, Philippe Mamie est le seul candidat à la Municipalité à être élu au premier tour. Le syndic sortant André Jaillet se retire après le premier tour et Philippe Mamie est élu syndic sans qu'un autre parti ne lui oppose de concurrent. À la suite de son accession à la syndicature, Philippe Mamie prend le dicastère "Administration générale, finances, aménagement du territoire, urbanisme et relations extérieures". En 1988, il est élu à la présidence de l'Association pour le développement du Nord-Vaudois (ADNV) et du conseil d'administration des Mines et salines de Bex. En 1989, Philippe Mamie est à nouveau réélu à la Municipalité dès le premier tour de scrutin, puis a été réélu à la syndicature sans opposition. Lors des élections fédérales de 1991, Philippe Mamie est élu au Conseil national. Le Parti radical-démocratique obtient 50,1 % des voix à Vallorbe à cette occasion. Lors des élections communales d'octobre 1993, Philippe Mamie arrive en tête de l'élection à la Municipalité et est réélu dès le premier tour. Il est ensuite réélu tacitement à la syndicature. En décembre 1994, Philippe Mamie annonce qu'il ne se représentera pas lors des élections fédérales de 1995. En 1997, il est réélu à la Municipalité dès le premier tour, arrivant à nouveau en tête de l'élection et est, une fois de plus, réélu tacitement à la syndicature. En mai 2001, Philippe Mamie annonce qu'il ne se représentera pas aux élections communales de l'automne. Le libéral Laurent Francfort lui succède à la fin de l'année 2001.
À l'armée, Philippe Mamie a obtenu le grade de major dans l'infanterie.